# Каботаж
Каботáж (фр. cabotage) — плавання між портами однієї держави, без заходу в іноземні порти.

## Каботажний флот
Каботажне судно — це судно, яке працює в каботажу.
Каботажний флот — група суден, які залучені тільки в каботажні перевезення вантажу і пасажирів. По суті, це судна малого каботажу, які з декількох причин не мають дозвіл на далеке плавання. Поняття дещо застаріло та не має такого поширення, як у Радянському Союзі. Сьогодні ми маємо інший розподіл на флоти:
- морський і річковий флоти;
- флоти пароплавств, техфлоту, портів;
- пасажирський, суховантажний, танкерний, криголамний флоти тощо.

За часів Радянського Союзу, в Чорноморському морському пароплавстві існувала група пасажирських суден, придатних тільки для малого каботажу, так званий "каботажний пасажирський флот." В СРСР термін каботажний флот зазначав судна, що не мають права виходити за кордон, тому що не відповідають технічним, правовим та іншим міжнародним нормам. Такі судна не повинні мати дозвіл ходити в морях між внутришнимі портами також. Такі кораблі не мали дозволу на плавання, тим більше за кордоном, бо були небезпечними як для пасажирів, так і з точки зору мореплавання. Але Регістр Радянського Союзу порушував правила та видавав документи, таким чином пасажирські судна віком понад 50 років ще ходили по Кримсько-Кавказькій лінії, прикриваючись званням каботажне судно та каботажний флот. За міжнародними правилами сьогодні пасажирське судно за віком 15 років вважається дуже старим і більшість держав заарештує таке судно.
Саме використання каботажного судна «Адмірал Нахімов», збудованого в 1925 році, привело до трагедії, після якої всі старі пасажирські судна були списані протягом короткого терміну. Після трагедії в Чорноморському морському пароплавстві каботажного флота не стало, а термін каботажний флот забули.
Крім того, морське судноплавство не повинно мати право на каботажний флот для малого каботажу з технічної точки зору, бо кожне судно повинно бути готовим для не-каботажного рейсу. Також техфлот, річковий флот та інші не повинні мати спеціальний каботажний флот, бо кожне судно повинно відповідати усім нормам мореплавання та бути готовим піти за кордон. Якщо Регістр буде вживати термін каботажний флот чи каботажне судно для старих несправних суден, можуть статися інші трагедії, саме тому злочинний термін каботажний флот у Чорноморському морському пароплавстві поступово зник, але подекуді страі радянські Регістри використовують цей термін, щоб дати дозвіл несправному судну.
Для радянських моряків термін каботажне судно, якщо воно назавжди у каботажу, стало жаргоном і значить судно, яке не відповідає нормам безпеки мореплавання.
Для економістів діє термін каботажний рейс. Коли судно не в каботажному рейсі, його не можна називати каботажним.

## Види каботажу згідно митно-прикордонних норм
Відповідно до митних і прикордонних формальностей і документів розрізняють малий та великий каботаж.
- Малий каботаж — плавання між портами однієї держави, не виходячи з територіальних вод даної держави. Це може бути плавання між портами, розташованими в межах не тільки одного моря, а також декілька морів чи океанів. Такі рейси не потребують митних формальностей і документів як при великому каботажу чи закордонному рейсі. Наприклад:
  - Рейс Одеса-Бердянськ. Це плавання по Чорному та Азовському морям.
  - Рейс Петропавловськ-Камчатський-Мурманськ. Треба проходити по морям двох океанів. Це буде велике плавання в малому каботажу, якщо документи оформленні як для малого каботажу.
- Великий каботаж — плавання між портами однієї держави, під час якого судно виходить за межі територіальних вод даної держави та може перетикати територіальні води іншої держави (держав). Великий каботаж також має спрощення митних формальностей і документів, але не прикордонних. Це тому, що за межами своїх територіальних вод прикордонники не можуть відстежити чи мали місце порушення кордону (судно — це територія держави прапора) та чи мало місце контрабанда. Наприклад:
  - Рейс Мурманськ-Ленінград.
  - Рейс Нью-Йорк-Сан-Франциско без заходу у територіальні води інших держав.
  - Рейс Сан-Франциско-Гавайські острови

Поняття малий та великий каботаж на дії бувають відносними. Якщо прикордонники знайдуть якусь причину для оформлення формальностей як для великого каботажу, то географічно судно буде мати малий каботаж, а формально — великий каботаж. Так може бути з рейсом Петропавловськ-Камчатський-Мурманськ, тому що мабуть судно буде вимушено вийти за територіальні води держави. Так може буди й при рейсі Одеса-Бердянськ, бо судно мусить чекати на якорі в Керченській протоці, де якірна стоянка в основному в російських водах, та може пройти в протоці через російський канал. Після прибуття у Бердянськ влади порту можуть скасувати малий каботаж та провести формальності як при великому каботажі.

## Декілька запитань з відповідями
Чи можна назвати малим каботажем плавання турецького судна між Одесою та Бердянськом, якщо шлях судна буде пролягати через середину Чорного моря (за територіальними водами)? Ні. Також завдяки вище описаному проходу через Керченську протоку рейс судна мабуть зовсім не буде оформленим як малий каботаж. Але судно не стане на якір у протоці та пройде по українському каналу — все як при малому каботажі. Але вже марно, бо вже документи та формальності в Одесі оформлені як для великого каботажу.
Чи можуть бути відступлення? Тільки завдяки домовленості між Росією та Україною можуть бути відступлення для правил малого каботажу при проході Керченською протокою, але для суден з екіпажами цих країн та під прапором цих країн.
Може держава сама відступити від правил? Ні. Якщо судно стане аварійним при проході російським каналом чи на якорі в російських водах — тоді буде відкриття кордону та перевірка документів, які оформлені тільки для малого каботажу. Об'єднана Європа має домовлення та вже можна говорити про Європейський каботаж, як про новий вид каботажу.
Чи може плавання судна під прапором або з екіпажем іншої держави називатися каботажним плаванням? Так, може бути, якщо можливо спрощення митних, прикордонних формальностей і документів. У такому випадку все впирається в спрощенні митних і прикордонних формальностей і документів. У деяких державах прикордонні формальності на судах виконують митники, які оглядають судові приміщення, та поліція міграційного відділу (emigration officers), яка перевіряє документи екіпажу.

## Європейський каботаж
Після об'єднання Європи з'явилося ще одне поняття — європейський каботаж. Це плавання між державами Європейського союзу підлягає нормам великого каботажу. Тут присутнє спрощення тільки митних формальностей і документів, якщо судно під прапором іншої держави чи з екіпажем іншої держави. Також може бути спрощення поліцейських і прикордонних формальностей і документів, якщо прапор судна та члени екіпажу належать держави або державам Європейського союзу.

## Економіка та каботаж. Тарифи на перевезення вантажу в каботажі
Для економістів Радянського Союзу та інших держав не існувало поняття малий чи великий каботаж, ліше "каботажний рейс". Економісти мали формулу для розрахунку тарифів на перевозки вантажів в каботажі. Нижче приведена формула для розрахунку каботажних тарифів, яка взята з книги «Экономический справочник работника морского транспорта» 1984 року:
```
D = S + V + p'v +lkF,
```

де
- S+V — собівартість транспортної продукції;
- p', l — галузеві нормативи рентабельності відповідно до виробничих фондів і заробітної плати;
- v — заробітна плата учасників виробництва на одиницю транспортної продукції;
- k — коефіцієнт, що враховує склад ефективності фондів;
- F — вартість виробничих фондів.[1]

Тарифи на морському транспорті в каботажі диферцируються за морськими басейнами, елементами транспортних операцій (рухома чи стояночна операція), відстані перевезень, класифікації ти угрупуванню вантажів.
Згідно з діючою практикою середній рівень каботажних тарифів змінюється при реформі гуртових цін і тарифів. Рівень каботажних тарифів базується на планових даних про середній собівартості перевезень та інших ціноутворюючих чинниках, розрахованих для року тарифної реформи або останнього звітного року перед реформою.
Під час вирахування тарифів собівартість перевезень розраховується за кожним морським басейном — Північному, Балтійському, Чорноморсько-Азовському, Дунайському, Каспійському, Далекосхідному, а також за окремими районами плавання.
Реч не йдеться про малий або великий каботаж, тому що для економістів це поділення має значення, асудно вважаеться каботажним тільки на період каботажного рейса.